# وانغ هوي
وانغ هوي (بالصينية: 王辉) هي لاعبة تنس الطاولة صينية، ولدت في 1978.